# Zeche Karl
Die Zeche Karl (vereinzelt auch Zeche Carl genannt) war ein Eisenstein- und Galmeibergwerk im Wuppertaler Stadtteil Langerfeld. Die Zeche ist heute eine Wüstung ohne oberirdische Gebäude, nur die unterirdischen Schächte, Stollen und Gesenke sind erhalten. Die Schachtanlage ist als Bodendenkmal geschützt.

## Lage
Die Zeche Karl lag am westlichen Ende der heutigen Galmeistraße nahe dem Langerfelder Hallenbad. Der in Ziegelbauweise errichtete Förderschacht ist laut Vermessungen 48,3 m tief, soll laut Dokumenten aber eine Tiefe von 59 Metern erreicht haben. Nach einer Restaurierung des Schachtes 1991 wurde er mit einem Betonkragen versehen, in den eine Glasplatte eingesetzt wurde.

## Geschichte
Der Galmeiabbau in Langerfeld ist seit Mitte des 18. Jahrhunderts bekannt. 1835 bemühte sich Friedrich Harkort um eine Mutung für die Zeche Karl, die 1856 erfolgte. Die Zeche förderte bis zu ihrer Stilllegung 1896 hauptsächlich Brauneisenstein.

## Sanierung
Im Jahr 1990 begann die Stadt Wuppertal mit der Erstellung und Umsetzung eines umfangreichen Sanierungsplans, da durch Ablagerung und Umlagerung schwermetallhaltigen Abraums der Boden im oberflächennahen Bereich erheblich kontaminiert war. Das Schadstoffspektrum umfasste im Wesentlichen Schwermetalle sowie Arsen mit maximalen Belastungen durch Zink (bis 110.000 mg/kg), Cadmium (bis 180 mg/kg), Blei (bis 10.000 mg/kg) sowie Arsen (bis 330 mg/kg). Da sich dort heute Wohngebiete mit geringen Anteilen an Gewerbe und Kleingärten befinden, war eine Sanierung unumgänglich. Die Sanierung der ehemaligen Zeche Karl umfasste 21 Grundstücke im Bereich Schwelmer-, Thüringer-, Ehrenberger-, Eisen- und Gibichostraße sowie der Beyeröhde. Die gesamte sanierte Fläche umfasst rund 6.400 m². Insgesamt wurden 7.625 Tonnen Aushub entsorgt.

## Bilderstrecke

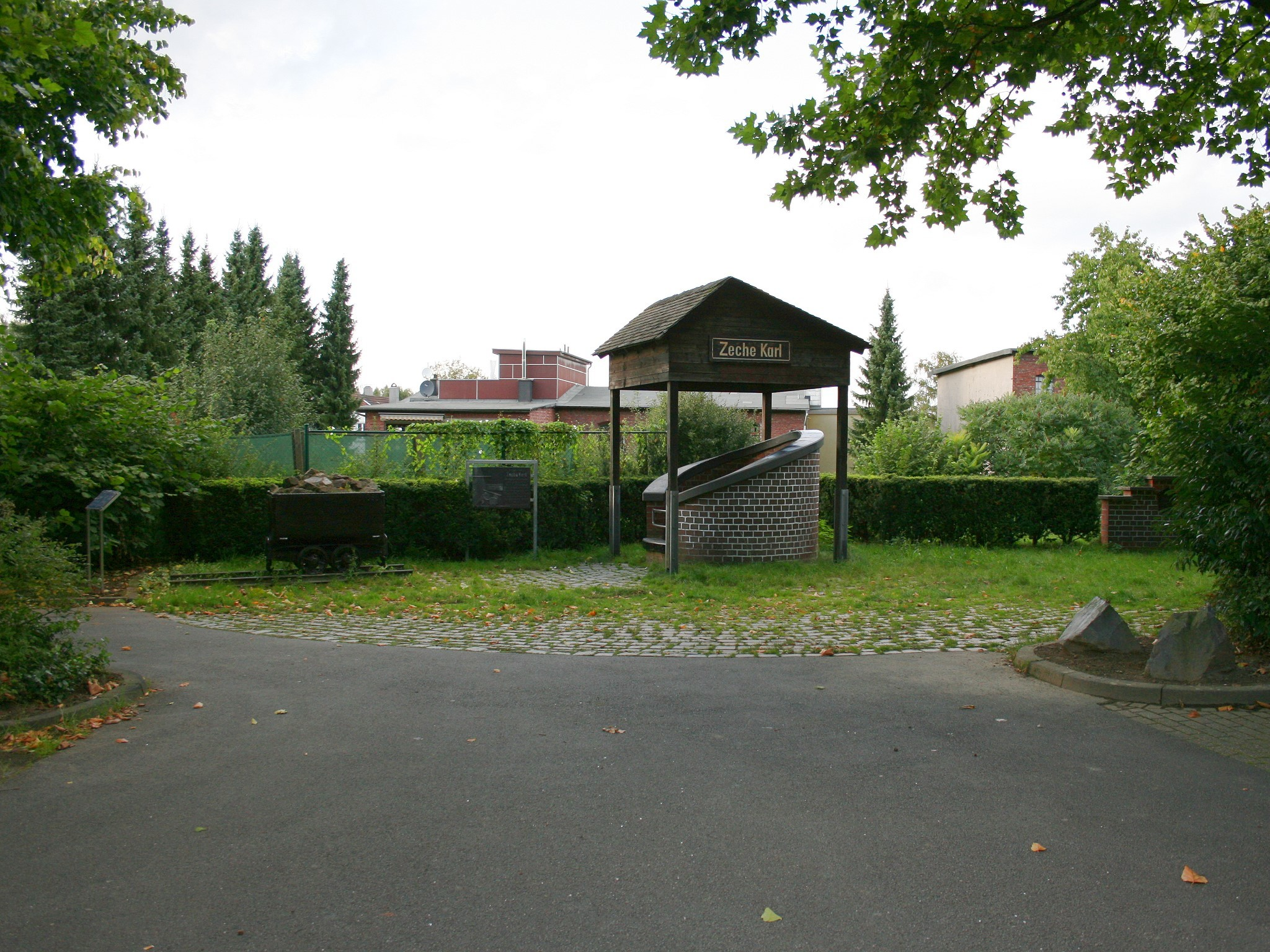
Zeche Karl
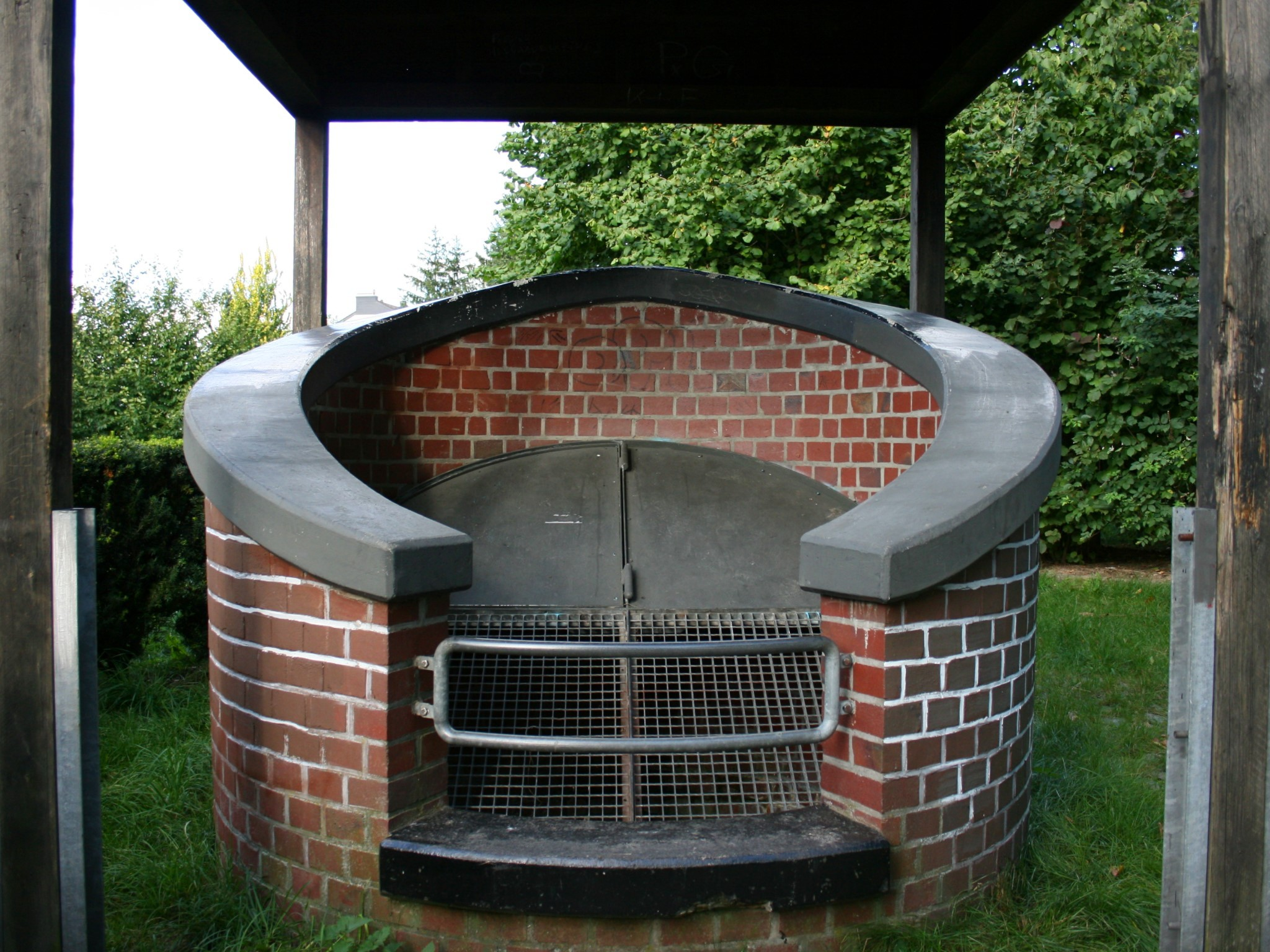
Das restaurierte Schachtende